# Fuerte Nuestra de Señora de Halle
Nuestra Señora de Halle fue una fortaleza en la Región del Biobío de Chile, establecido en 1603 de Gobernador de Chile Alonso de Ribera, situada en la orilla sur del Río Biobío en Catirai, a lo largo de la parte superior de su confluencia con el río Rele. Era un pequeño río arriba de la confluencia de los ríos Bio Bio y Laja y el fuerte de San Rosendo. Ribera nombró a la fortaleza como la ciudad de Halle, en Bélgica, donde había pasado muchos años en la guerra de Flandes.
En 1605, el fuerte se convirtió en la ciudad de Monterrey de la Frontera, cuando fue llamada así por el entonces virrey del Perú Gaspar de Zúñiga y Acevedo, conde de Monterrey. A veces se llama Coya ya que se pensó que era una refundación de la ciudad en ruinas de Santa Cruz de Coya que se encontraba no muy lejos de la nueva ciudad . Padre Jesuita Luis de Valdivia vivió en la casa de misión en esta ciudad a partir de 1612 durante la vigencia de la Guerra defensiva. La ciudad se prolongó hasta 1617 cuando fue destruida por los mapuches. Un pequeño pueblo llamado de Monterrey, ahora está ubicado cerca del sitio.